# Ömer Toprak
Ömer Toprak (Ravensburg, 1989. július 21. –) török származású, német labdarúgó, a Werder Bremen és a török válogatott játékosa.

## Klub karrierje

### Ifjúsági csapatok
Toprak szülővárosa kisebb csapatában, a TSB Ravensburgban nevelkedett, majd 2001 és 2005 között a város első számú egyesületének (FV Ravensburg) korosztályos csapatában edződött. 2005-ben, a másodosztályú Freiburg játékosmegfigyelői fedezték fel az ifjú hátvédet, és leigazolták utánpótlásrendszerükbe. 2 év múlva felkerült a Freiburg második számú csapatához, akikkel az Oberliga Baden-Württemberg bajnoka lett. (Akkor német negyed-, most német ötödosztály.) Ezzel párhuzamosan a Freiburg U19-es csapatában is szerepelt, akikkel elhódította a német bajnoki trófeát. (A-Junioren Fußball-Bundesliga)

### SC Freiburg
Kiváló szereplése utat nyitott neki a Bundesliga 2-ben szereplő első csapathoz. Az Osnabrück elleni második fordulós mérkőzésen mutatkozott be. Középső védő létére 2009-ben igen eredményes évet zárt, csapatát 4 góllal és egy gólpasszal segítette a Bundesliga 2 bajnoki címéhez. Első gólját november 16-án szerezte: az FSV Frankfurt ellen ballal talált be. 2009 júniusában Toprak autóbalesetet szenvedett, melynek során súlyosan megégett, és sokáig kétséges volt, hogy valaha vissza fog térni a pályára. Szerencsére sikeresen felépült, és 2010. január 16-án a Hamburg ellen bemutatkozhatott a német élvonalban. Az év végén a kiesés elől sikeresen megmenekülő Freiburggal a következő idényben remek szezont zárt, sokáig az európai kupaindulásért is versenyben voltak. A sikeredző Robin Duttot a patinás Bayer Leverkusen kereste meg, aki elfogadta ajánlatukat és magával vitte Toprakot is (3 millió euróért cserébe).

### Bayer Leverkusen
Toprak új csapatában egy Dynamo Dresden elleni Német Kupa mérkőzésen mutatkozott be. A kissé tartalékos Leverkusen három góllal is vezetett, de hihetetlen módon elbukta a mérkőzést. Topraknak a Bundesliga start sem alakult jobban: a Mainz elleni nyitómeccsen öngólt szerzett. Ennek ellenére a szezon hátralevő részében a kezdőcsapatban kapott helyet és a Bajnokok Ligájában is bemutatkozhatott nem kisebb ellenfél, mint a Chelsea ellen. Egy évvel később a Metaliszt Harkiv ellen lejátszotta első Európa-liga mérkőzését. 2013. május 4-én megszerezte első Bundesliga-gólját, a Nürnberg hálójába talált be fejjel.

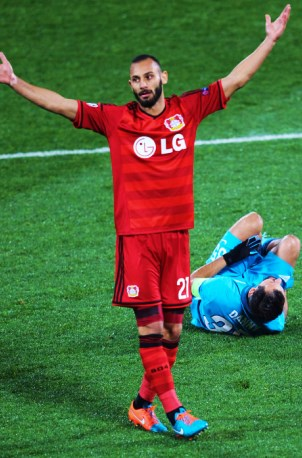
Toprak (2014)

 A 2013-14-es idény során Toprak végig remek teljesítményt nyújtott. A bajnokság utolsó fordulójában ő egyenlített a Werder Bremen ellen, megszerezve ezzel második bajnoki gólját és hozzásegítve csapatát a BL-selejtezőt érő 4. helyhez. A Kicker osztályzatai alapján ő lett a szezon legjobb védőjátékosa, így természetesen helyet kapott az idény álomcsapatában is. A Bundesligával párhuzamosan a Bajnokok ligájában is remekelt, a csapat mind a 8 mérkőzését végigjátszotta, ezeken két gólt is szerzett. A 2013 decemberében, a Real Sociedad otthonában szerzett találata továbbjutást ért a Leverkusennek a csoportkörből. A következő idényben is jól teljesített, csapatával a német kupa negyeddöntőjéig és a BL nyolcaddöntőjéig jutott, mindkét alkalommal büntetőrúgással maradtak alul - Toprak az Atlético de Madrid ellen saját tizenegyesét kihagyta. A bajnokságban ezúttal a Hannovernek köszönt be. 2015 augusztusában ínszalag szakadást szenvedett, így csak október közepén térhetett vissza a pályára - ám rögtön csapatkapitányként, hiszen az első számú csapatkapitány, Lars Bender elhúzódó sérüléssel bajlódott. Innentől kezdve az idény nagy részében ő húzhatta fel a kapitányi karszalagot, leszámítva azt a másfél hónapot tavasszal, melyet térdsérülés miatt kényszerült kihagynia.

### Borussia Dortmund
2017 februárjában a Borussia Dortmund bejelentette, hogy szerződteti Toprakot, akiért 12 000 000 eurót fizettek és aki a 2017-18-as idény előtt csatlakozott a sárga-feketék keretéhez.

### Werder Bremen
2019 augusztusában a Werder Bremen vette kölcsön egy évre.

## Válogatott
Toprak tagja volt a 2008-as U19-es Eb-n győzelmet arató német válogatottnak, a spanyolok elleni csoportmeccsen gólt is szerzett.

2011-ben Guus Hiddink behívta a török válogatottba, amit ő el is fogadott. Első mérkőzése egy horvátok elleni Eb-selejtező (play off) volt. 2012 februárjában megszerezte első válogatott gólját, egy Szlovákia elleni felkészülési mérkőzés hajrájában talált be.

2014 őszén kisebb botrányt robbantott ki, amikor napvilágot látott a Toprak, Hakan Çalhanoğlu (Toprak csapattársa) és válogatottbeli csapattársuk, Gökhan Töre közötti 2013 májusában történt incidens. Egy harmadik felet érintő szerelmi ügy miatt Töre és társa rátört Toprakra és Çalhanoğlura hotelszobájukban és egy lőfegyverrel megfenyegették őket. Az incidens csak 2014 őszén került nyilvánosságra, amikor a szövetségi kapitány, Fatih Terim újra behívta a válogatottba Törét. A leverkusenes duó betegségre hivatkozva azonnal lemondta a részvételt cseh válogatott elleni mérkőzésről, ezzel nyomatékosítva az összeférhetetlenséget. Terim általános megdöbbenésre Çalhanoğlu és Toprak helyett Törét választotta, és a duónak nem küldött meghívót a következő mérkőzésekre.

Çalhanoğluval ellentétben később Terim őt nem "rehabilitálta", így remek játéka ellenére sem került be a franciaországi Európa-bajnokságra utazó török keretbe.

### Válogatott góljai
| #  | Időpont           | Helyszín                                  | Ellenfél  | Gólok | Eredmény | Kiírás              |
| -- | ----------------- | ----------------------------------------- | --------- | ----- | -------- | ------------------- |
| 1. | 2012. február 29. | Bursa Atatürk Stadion, Bursa, Törökország | Szlovákia | 1–2   | 1-2      | barátságos mérkőzés |
| 2. | 2012. május 29.   | Red Bull Arena, Salzburg, Ausztria        | Bulgária  | 1–0   | 2-0      | barátságos mérkőzés |

## Sikerei, díjai

### Klubcsapattal
- SC Freiburg:
  - Bundesliga 2: 2008–09
  - Oberliga: 2007–08
  - U19-es Bundesliga: 2007–08

### Válogatott
- Németország:
  - U19-es labdarúgó-Európa-bajnokság: 2008